# Winter World University Games 2025/Teilnehmer (Norwegen)
| Gelbes Symbol für Goldmedaillen mit stilisierten Olympischen Ringen | Graues Symbol für Silbermedaillen mit stilisierten Olympischen Ringen | Braundes Symbol für Bronzemedaillen mit stilisierten Olympischen Ringen |
| ------------------------------------------------------------------- | --------------------------------------------------------------------- | ----------------------------------------------------------------------- |
| 3                                                                   | 1                                                                     | —                                                                       |

Norwegen nahm mit 39 Athleten (21 Männer und 18 Frauen) an den Winter World University Games 2025 in Turin teil.

## Medaillen

### Medaillenspiegel
| Rang   | Sportart              | Gold | Silber | Bronze | Gesamt |
| ------ | --------------------- | ---- | ------ | ------ | ------ |
| 1      | Ski-Orientierungslauf | 1    | 1      | —      | 2      |
| 2      | Curling               | 1    | —      | —      | 1      |
| 2      | Skilanglauf           | 1    | —      | —      | 1      |
| Gesamt | Gesamt                | 3    | 1      | 0      | 4      |

### Medaillengewinner
| Name/n                                                               | Sportart              | Wettkampf      |
| -------------------------------------------------------------------- | --------------------- | -------------- |
| Gold                                                                 |                       |                |
| Teodor Mo Hjelseth                                                   | Ski-Orientierungslauf | Sprint         |
| Lukas Høstmælingen Grunde Burås Magnus Lillebø Tinius Haslev Nordbye | Curling               | Männer         |
| Olaf Talmo                                                           | Skilanglauf           | 10 km Freistil |
| Silber                                                               |                       |                |
| Idunn Stand                                                          | Ski-Orientierungslauf | Sprint         |

## Teilnehmer nach Sportarten

### Curling
| Wettbewerb      | Frauen | Männer | Mixed-Doppel                                                                                            |
| --------------- | --- | --- | --- |
| Athleten        | Torild Bjørnstad Nora Østgård Ingeborg Forbregd Eirin Meslø                                                                | Lukas Høstmælingen Grunde Burås Magnus Lillebø Tinius Haslev Nordbye                                                           | Eilin Kjærland Eskil Åsmul Eriksen                                                                      |
| Gruppenphase    | Japan 2:10 Vereinigte Staaten 8:1 Italien 11:1 Großbritannien 6:3 China 3:4 Südkorea 4:5 Schweden 8:7 Kanada 5:3 Polen 8:2 | Vereinigte Staaten 4:3 Schweden 12:2 Schweiz 8:5 Großbritannien 8:3 Ukraine 8:6 China 8:3 Kanada 10:4 Südkorea 6:4 Italien 9:2 | Kanada 4:9 Italien 4:8 Japan 5:8 Deutschland 6:4 Schweiz 5:8 Vereinigte Staaten 5:10 Großbritannien 5:7 |
| Halbfinale      | Südkorea 4:6 | Schweiz 7:4 | ausgeschieden                                                                                           |
| Spiel um Bronze | Kanada 3:7 | — | ausgeschieden                                                                                           |
| Finale          | ausgeschieden | Vereinigte Staaten 8:4 | ausgeschieden                                                                                           |
| Rang            | 4 | Gold | 8 |

### Eiskunstlauf
| Athleten       | Wettbewerbe | Kurzprogramm/ Rhythmustanz | Kurzprogramm/ Rhythmustanz | Kür    | Kür  | Gesamt | Gesamt |
| Athleten       | Wettbewerbe | Punkte                     | Rang                       | Punkte | Rang | Punkte | Rang   |
| -------------- | ----------- | -------------------------- | -------------------------- | ------ | ---- | ------ | ------ |
| Frauen         |             |                            |                            |        |      |        |        |
| Linnea Kilsand | Einzel      | 52,97                      | 8                          | 94,87  | 12   | 147,84 | 10     |
| Kaia Kleven    | Einzel      | 41,95                      | 21                         | 62,04  | 24   | 103,99 | 24     |

### Shorttrack
| Athleten           | Wettbewerbe | Qualifikation | Qualifikation | Vorlauf       | Vorlauf       | Viertelfinale | Viertelfinale | Halbfinale    | Halbfinale    | Finale        | Finale        | Rang |
| Athleten           | Wettbewerbe | Zeit          | Rang          | Zeit          | Rang          | Zeit          | Rang          | Zeit          | Rang          | Zeit          | Rang          | Rang |
| ------------------ | ----------- | ------------- | ------------- | ------------- | ------------- | ------------- | ------------- | ------------- | ------------- | ------------- | ------------- | ---- |
| Frauen             |             |               |               |               |               |               |               |               |               |               |               |      |
| Pauliina Klevstuen | 500 m       | —             | —             | 46,216 s      | 4             | ausgeschieden | ausgeschieden | ausgeschieden | ausgeschieden | ausgeschieden | ausgeschieden | 27   |
| Pauliina Klevstuen | 1000 m      | —             | —             | 1:38,961 min  | 4             | ausgeschieden | ausgeschieden | ausgeschieden | ausgeschieden | ausgeschieden | ausgeschieden | 30   |
| Pauliina Klevstuen | 1500 m      | —             | —             | —             | —             | 2:47,758      | 6             | ausgeschieden | ausgeschieden | ausgeschieden | ausgeschieden | 34   |
| Männer             |             |               |               |               |               |               |               |               |               |               |               |      |
| Linus Risnes       | 500 m       | 43,312 s      | 3             | 43,671 s      | 5             | ausgeschieden | ausgeschieden | ausgeschieden | ausgeschieden | ausgeschieden | ausgeschieden | 26   |
| Linus Risnes       | 1000 m      | 1:31,930 min  | 4             | ausgeschieden | ausgeschieden | ausgeschieden | ausgeschieden | ausgeschieden | ausgeschieden | ausgeschieden | ausgeschieden | 33   |
| Linus Risnes       | 1500 m      | —             | —             | —             | —             | 2:25,420 min  | 5             | ausgeschieden | ausgeschieden | ausgeschieden | ausgeschieden | 32   |

### Skibergsteigen
| Athleten               | Wettbewerbe   | Qualifikation | Qualifikation | Vorlauf     | Vorlauf | Halbfinale    | Halbfinale    | Finale        | Finale        | Rang |
| Athleten               | Wettbewerbe   | Zeit          | Rang          | Zeit        | Rang    | Zeit          | Rang          | Zeit          | Rang          | Rang |
| ---------------------- | ------------- | ------------- | ------------- | ----------- | ------- | ------------- | ------------- | ------------- | ------------- | ---- |
| Männer                 |               |               |               |             |         |               |               |               |               |      |
| Gjermund Eide Bratberg | Sprint        | 4:54,67 min   | 24            | 5:58,92 min | 5       | ausgeschieden | ausgeschieden | ausgeschieden | ausgeschieden | 24   |
| Gjermund Eide Bratberg | Vertical Race | —             | —             | —           | —       | —             | —             | 15:20,3 min   | 16            | 16   |
| Sander Engdahl         | Sprint        | 4:28,67 min   | 7             | 4:21,21 min | 4       | ausgeschieden | ausgeschieden | ausgeschieden | ausgeschieden | 16   |
| Sander Engdahl         | Vertical Race | —             | —             | —           | —       | —             | —             | 15:52,5 min   | 18            | 18   |

### Skilanglauf
| Athleten                                                             | Wettbewerbe                   | Zeit        | Rang |
| -------------------------------------------------------------------- | ----------------------------- | ----------- | ---- |
| Frauen                                                               |                               |             |      |
| Astrid Arnesen                                                       | 10 km Freistil                | 30:11,8 min | 25   |
| Martine Grøttum Engen                                                | 10 km Freistil                | 29:50,3 min | 18   |
| Martine Grøttum Engen                                                | 20 km Massenstart klassisch   | DNS         | DNS  |
| Aud Øyen Halås                                                       | 10 km Freistil                | 32:33,9 min | 47   |
| Guri Sollien Hulbak                                                  | 10 km Freistil                | 32:37,8 min | 48   |
| Guri Sollien Hulbak                                                  | 20 km Massenstart klassisch   | DNS         | DNS  |
| Runa Ulvang                                                          | 10 km Freistil                | 29:20,0 min | 13   |
| Runa Ulvang                                                          | 20 km Massenstart klassisch   | 1:06:46,7 h | 6    |
| Aud Øyen Halås Guri Sollien Hulbak Runa Ulvang Martine Grøttum Engen | 4 × 7,5 km klassisch/Freistil | 1:27:18,9 h | 6    |
| Männer                                                               |                               |             |      |
| Michael Brännare-Gran                                                | 10 km Freistil                | 27:09,8 min | 64   |
| Michael Brännare-Gran                                                | 20 km Massenstart klassisch   | 1:05:49,8 h | 51   |
| Ivar Dragerengen                                                     | 10 km Freistil                | 27:54,8 min | 78   |
| Ivar Dragerengen                                                     | 20 km Massenstart klassisch   | 1:06:31,2 h | 54   |
| Olaf Talmo                                                           | 10 km Freistil                | 24:21,0 min | Gold |
| Olaf Talmo                                                           | 20 km Massenstart klassisch   | 59:22,8 min | 19   |
| Arngrim Sørumshaugen                                                 | 10 km Freistil                | 27:12,7 min | 66   |
| Arngrim Sørumshaugen                                                 | 20 km Massenstart klassisch   | 1:05:51,1 h | 52   |
| Mathias Øivind Andresen                                              | 10 km Freistil                | 26:43,7 min | 56   |
| Mathias Øivind Andresen                                              | 20 km Massenstart klassisch   | 59:30,4 min | 20   |
| Mathias Haugen                                                       | 10 km Freistil                | 25:45,0 min | 38   |
| Ivar Dragerengen Mathias Øivind Andresen Olaf Talmo Mathias Haugen   | 4 × 7,5 km klassisch/Freistil | 1:14:55,3   | 10   |

| Athleten                             | Wettbewerbe         | Qualifikation | Qualifikation | Viertelfinale | Viertelfinale | Halbfinale    | Halbfinale    | Finale        | Finale        | Rang |
| Athleten                             | Wettbewerbe         | Zeit          | Rang          | Zeit          | Rang          | Zeit          | Rang          | Zeit          | Rang          | Rang |
| ------------------------------------ | ------------------- | ------------- | ------------- | ------------- | ------------- | ------------- | ------------- | ------------- | ------------- | ---- |
| Frauen                               |                     |               |               |               |               |               |               |               |               |      |
| Astrid Arnesen                       | Sprint klassisch    | 3:37,83 min   | 8             | 3:33,68 min   | 3             | ausgeschieden | ausgeschieden | ausgeschieden | ausgeschieden | 14   |
| Martine Grøttum Engen                | Sprint klassisch    | 3:35,85 min   | 5             | 3:32,94 min   | 1             | 3:31,89 min   | 4             | 3:41,31 min   | 5             | 5    |
| Aud Øyen Halås                       | Sprint klassisch    | 3:42,20 min   | 19            | 3:37,98 min   | 5             | ausgeschieden | ausgeschieden | ausgeschieden | ausgeschieden | 21   |
| Guri Sollien Hulbak                  | Sprint klassisch    | 4:02,57 min   | 42            | ausgeschieden | ausgeschieden | ausgeschieden | ausgeschieden | ausgeschieden | ausgeschieden | 42   |
| Runa Ulvang                          | Sprint klassisch    | 3:45,53 min   | 23            | 3:43,56 min   | 5             | ausgeschieden | ausgeschieden | ausgeschieden | ausgeschieden | 23   |
| Männer                               |                     |               |               |               |               |               |               |               |               |      |
| Michael Brännare-Gran                | Sprint klassisch    | 3:16,63 min   | 51            | ausgeschieden | ausgeschieden | ausgeschieden | ausgeschieden | ausgeschieden | ausgeschieden | 48   |
| Ivar Dragerengen                     | Sprint klassisch    | 3:07,37 min   | 16            | 2:58,71 min   | 3             | 3:40,95 min   | 6             | ausgeschieden | ausgeschieden | 11   |
| Olaf Talmo                           | Sprint klassisch    | 3:16,79 min   | 52            | ausgeschieden | ausgeschieden | ausgeschieden | ausgeschieden | ausgeschieden | ausgeschieden | 49   |
| Arngrim Sørumshaugen                 | Sprint klassisch    | 3:11,81 min   | 30            | 3:11,60 min   | 6             | ausgeschieden | ausgeschieden | ausgeschieden | ausgeschieden | 28   |
| Mathias Øivind Andresen              | Sprint klassisch    | 3:14,75 min   | 43            | ausgeschieden | ausgeschieden | ausgeschieden | ausgeschieden | ausgeschieden | ausgeschieden | 40   |
| Mathias Haugen                       | Sprint klassisch    | 3:11,38 min   | 29            | 3:03,41 min   | 4             | ausgeschieden | ausgeschieden | ausgeschieden | ausgeschieden | 18   |
| Mixed                                |                     |               |               |               |               |               |               |               |               |      |
| Runa Ulvang Olaf Talmo               | Teamsprint Freistil | 7:33,26 min   | 20            | —             | —             | —             | —             | ausgeschieden | ausgeschieden | 20   |
| Martine Grøttum Engen Mathias Haugen | Teamsprint Freistil | 7:30,15 min   | 18            | —             | —             | —             | —             | ausgeschieden | ausgeschieden | 18   |

### Ski-Orientierungslauf
| Athleten                                            | Wettbewerbe | Zeit      | Rang   |
| --------------------------------------------------- | ----------- | --------- | ------ |
| Frauen                                              |             |           |        |
| Åsne Håven                                          | Sprint      | 15:35 min | 18     |
| Baklid Jenny                                        | Sprint      | 15:53 min | 20     |
| Ane Sofie Krogh                                     | Sprint      | 14:39 min | 11     |
| Birgit Dorthea Kleppa Madslien                      | Sprint      | 14:17 min | 7      |
| Idunn Stand                                         | Sprint      | 13:15 min | Silber |
| Männer                                              |             |           |        |
| Axel Ålde                                           | Sprint      | 14:06 min | 16     |
| Henrik Fredriksen Ås                                | Sprint      | 13:59 min | 12     |
| Eirik Frost                                         | Sprint      | 14:04 min | 15     |
| Aslak Heimdal                                       | Sprint      | 13:41 min | 10     |
| Teodor Mo Hjelseth                                  | Sprint      | 12:52 min | Gold   |
| Ole Gunnar Kleppa Madslien                          | Sprint      | 13:35 min | 9      |
| Mixed                                               |             |           |        |
| Idunn Stand Teodor Mo Hjelseth                      | Staffel     | 46:10 min | 4      |
| Birgit Dorthea Kleppa Madslien Henrik Fredriksen Ås | Staffel     | DSQ       | DSQ    |

### Snowboard
| Athleten    | Wettbewerbe | Qualifikation | Qualifikation | Finale        | Finale        | Rang |
| Athleten    | Wettbewerbe | Punkte        | Rang          | Punkte        | Rang          | Rang |
| ----------- | ----------- | ------------- | ------------- | ------------- | ------------- | ---- |
| Männer      |             |               |               |               |               |      |
| Tobias Lunn | Big Air     | 45,00         | 14            | ausgeschieden | ausgeschieden | 14   |
| Tobias Lunn | Slopestyle  | 54,75         | 12            | 33,50         | 11            | 11   |